# Népouit
Népouit (früher Garnierit) ist ein selten vorkommendes Mineral aus der Mineralklasse der „Silikate und Germanate“. Er kristallisiert im orthorhombischen Kristallsystem mit der idealisierten chemischen Zusammensetzung Ni3[(OH)4|Si2O5], ist also chemisch gesehen ein basisches Nickel-Silikat. Strukturell gehört Népouit zu den Schichtsilikaten.
Népouit ist das Nickel-Analogon zu Lizardit (Mg3[(OH)4|Si2O5]) und bildet mit diesem eine lückenlose Mischkristallreihe. In natürlichem Népouit ist daher meist ein geringer Teil Nickel durch Magnesium ersetzt (substituiert), was in der Formel mit in runden Klammern gesetzten Elementsymbolen ausgedrückt wird: (Ni,Mg)6[(OH)8|Si4O10]
Das Mineral ist durchscheinend und entwickelt nur selten grobe, pseudohexagonale, wurmförmige Kristalle. Meist findet er sich in Form derber, nieriger, stalaktitischer oder schaliger Mineral-Aggregat von dunkelgrüner bis mattgrüner Farbe, die gelegentlich auch als Smaragdgrün beschrieben wird.

## Etymologie und Geschichte

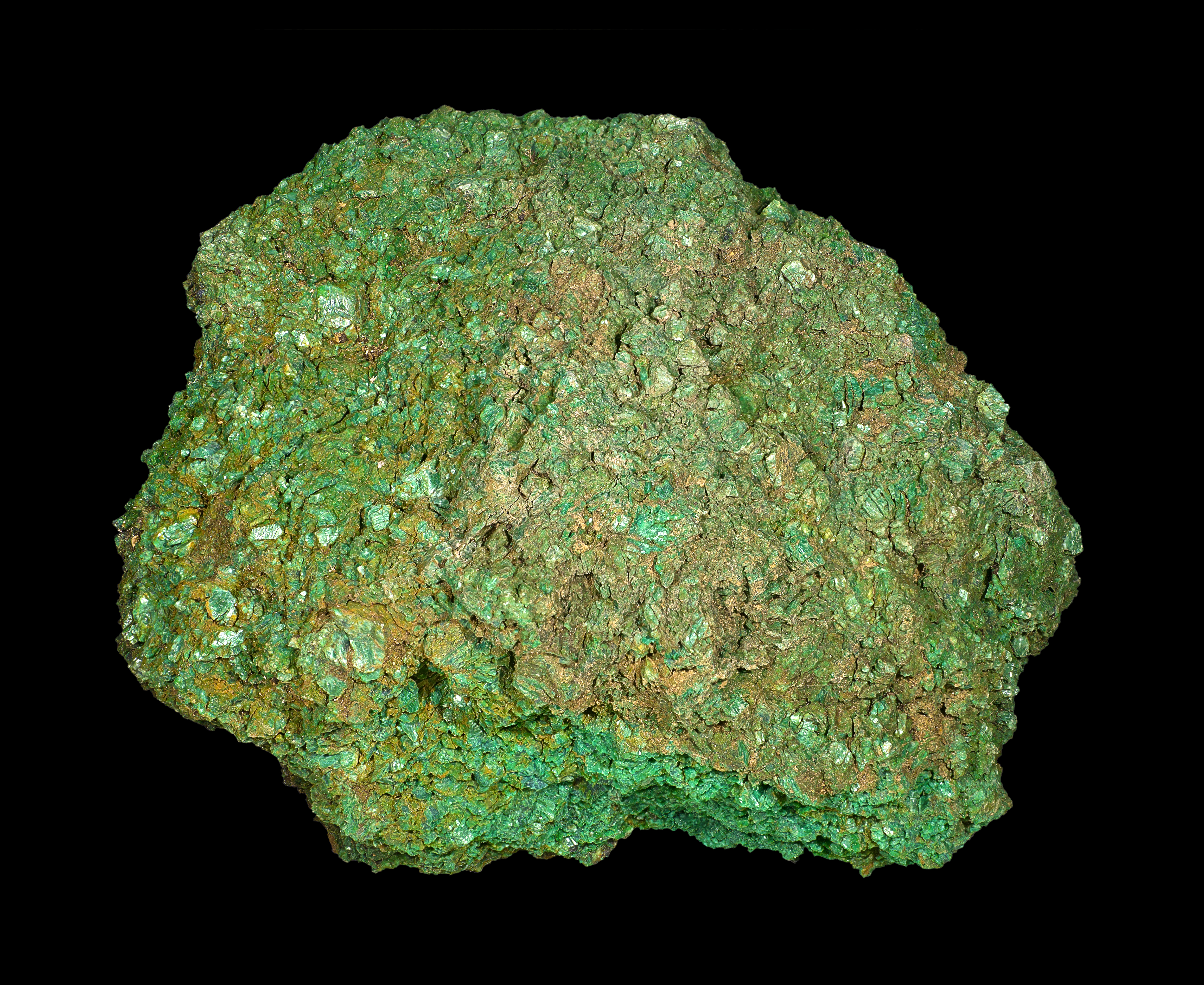
Népouit aus der Typlokalität „Népoui Mine“, Neukaledonien (Größe: 14,4 × 11,8 × 7 cm)

Erstmals entdeckt wurde Népouit in der „Népoui Mine“, einem Bergwerk auf der Halbinsel Népoui in der zum französischen Überseegebiet gehörenden, neukaledonischen Gemeinde Poya, in dem das unter anderem népouithaltige Nickelerz Garnierit abgebaut wird. Erstmals beschrieben wurde das Mineral 1907 durch E. Glasser, der es nach dessen Typlokalität benannte.
Das Typmaterial des Minerals wird im Muséum national d’histoire naturelle (MHN-Paris) in Paris unter der Sammlungs-Nr. 106.379 aufbewahrt.

## Klassifikation
In der veralteten 8. Auflage der Mineralsystematik nach Strunz gehörte der Népouit zur Abteilung der „Schichtsilikate (Phyllosilikate)“, wo er zusammen mit Amesit, Antigorit, Berthierin, Chrysotil, Cronstedtit, Greenalith, Karyopilit und Lizardit sowie dem inzwischen als Varietät von Pennantit diskreditierten Grovesit die „Serpentin-Reihe (trioktaedrisch)“ mit der System-Nr. VIII/E.10b bildete.
Im zuletzt 2018 überarbeiteten und aktualisierten Lapis-Mineralienverzeichnis nach Stefan Weiß, das sich aus Rücksicht auf private Sammler und institutionelle Sammlungen noch nach dieser alten Form der Systematik von Karl Hugo Strunz richtet, erhielt das Mineral die System- und Mineral-Nr. VIII/H.27-150. In der „Lapis-Systematik“ entspricht dies ebenfalls der Abteilung „Schichtsilikate“, wo Népouit zusammen mit Amesit, Antigorit, Berthierin, Brindleyit, Carlosturanit, Chrysotil, Cronstedtit, Dozyit, Fraipontit, Greenalith, Guidottiit, Karpinskit, Karyopilit, Kellyit, Lizardit und Pecorait die „Serpentingruppe“ bildet.
Die von der International Mineralogical Association (IMA) zuletzt 2009 aktualisierte 9. Auflage der Strunz’schen Mineralsystematik ordnet den Népouit ebenfalls in die Abteilung der „Schichtsilikate (Phyllosilikate)“ ein. Diese ist allerdings weiter unterteilt nach der Kristallstruktur, so dass das Mineral entsprechend seinem Aufbau in der Unterabteilung „Schichtsilikate (Phyllosilikate) mit Kaolinitschichten, zusammengesetzt aus tetraedrischen oder oktaedrischen Netzen“ zu finden ist, wo es ebenfalls zusammen mit Amesit, Antigorit, Berthierin, Brindleyit, Chrysotil, Cronstedtit, Fraipontit, Greenalith, Karyopilith, Kellyit, Lizardit, Manandonit und Pecorait die „Serpentingruppe“ mit der System-Nr. 9.ED.15 bildet.
Auch die vorwiegend im englischen Sprachraum gebräuchliche Systematik der Minerale nach Dana ordnet den Népouit in die Abteilung der „Schichtsilikatminerale“ ein. Hier ist er zusammen mit Karyopilith, Lizardit und Greenalith in der „Serpentingruppe (Lizardit-Untergruppe)“ mit der System-Nr. 71.01.02b innerhalb der Unterabteilung „Schichtsilikate: Schichten von sechsgliedrigen Ringen mit 1:1-Lagen“ zu finden.

## Kristallstruktur
Népouit kristallisiert orthorhombisch in der Raumgruppe Ccm21 (Raumgruppen-Nr. 36, Stellung 2) mit den Gitterparametern a = 5,31 Å; b = 9,19 Å und c = 14,50 Å sowie 2 Formeleinheiten pro Elementarzelle.

## Modifikationen und Varietäten
Die Verbindung Ni3[(OH)4|Si2O5] ist dimorph und kommt in der Natur neben dem orthorhombisch kristallisierenden Népouit noch als monoklin kristallisierender Pecorait vor.

## Bildung und Fundorte

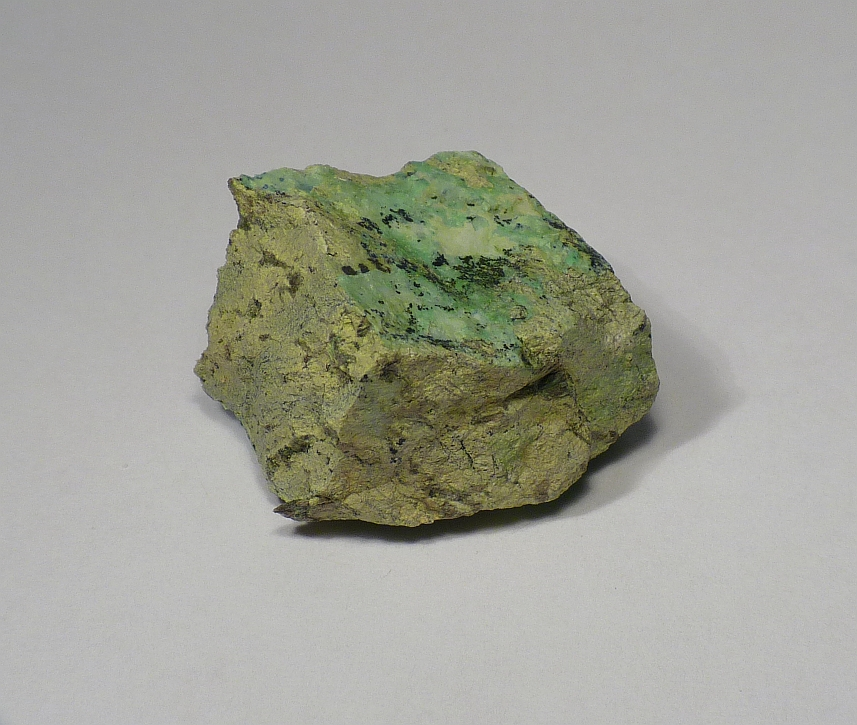
Népouit aus Callenberg, Deutschland (Größe: 2,5 × 2 cm)

Népouit bildet sich durch Metamorphose in nickelreichen, ultramafischen Gesteinen. Als Begleitminerale treten unter anderem verschiedene Serpentine, Chlorite, wasserhaltige Nickel-Silikate und Eisenoxide auf.
Als seltene Mineralbildung konnte Népouit nur an wenigen Fundorten nachgewiesen werden, wobei weltweit bisher rund 60 Fundorte dokumentiert sind (Stand: 2022). Neben seiner Typlokalität „Népoui Mine“ trat das Mineral auf Neukaledonien noch an mehreren Orten in der Nord- und Südprovinz zutage. Weitere Fundorte in Frankreich sind bisher nicht bekannt.
In Deutschland fand man Népouit im Steinbruch Zeilberg in Bayern, in der Nickelgrube Callenberg Nord 2 (siehe auch Nickelhütte St. Egidien) in Sachsen und im Steinbruch Rentzschmühle bei Cossengrün in Thüringen.
In Österreich kennt man das Mineral aus einer Serpentinit-Prospektion bei Radlbad im Radlgraben in der Gemeinde Trebesing und einer Chrom-Nickel-Lagerstätte bei Ebenwald in Gemeinde Gmünd in Kärnten.
Weitere Fundorte liegen unter anderem in Albanien, Australien, Burundi, China, der Dominikanischen Republik, Griechenland, Kanada, der Demokratischen Republik Kongo (Zaire), Indonesien, Italien, Japan, Kasachstan, Malaysia, Marokko, Nordmazedonien, Norwegen, Polen, Portugal, Russland, Spanien, Südafrika, Südkorea, Tschechien sowie in den US-Bundesstaaten Kalifornien, New Mexico und North Carolina.

## Verwendung
Népouit ist ein wichtiger Rohstoff zur Gewinnung von Nickel.